# Delta do Reno–Mosa–Escalda

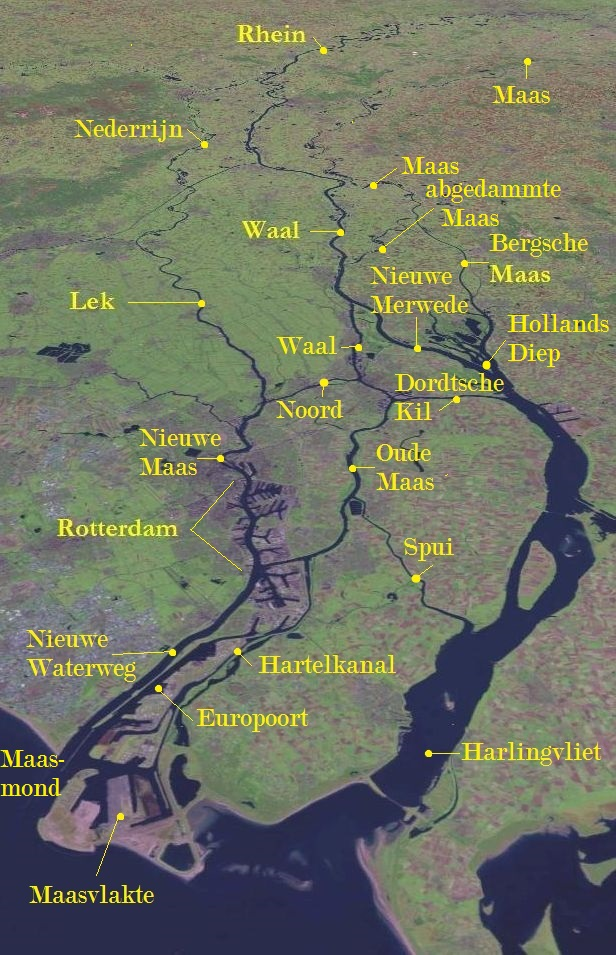
Região do delta do Reno–Mosa–Escalda, vista na direcção noroeste–sudeste

O delta do Reno–Mosa–Escalda é um grande estuário na região noroeste da Europa formado pelos homónimos rio Reno, Mosa e Escalda. 
Esses três grandes rios deságuam no mar do Norte em um delta comum, que compreende áreas da Bélgica e dos Países Baixos, depois de percorrer áreas de vários países europeus desde os Alpes até a região leste da França e a planície germânica (Suíça, Áustria, Alemanha, França, Luxemburgo, Países Baixos e Bélgica).
A região do delta é uma das mais densamente povoadas da Europa, com importantes centros económicos como Roterdã e Antuérpia.